# Gare d'Annecy
La gare d'Annecy est une gare ferroviaire française des lignes d'Aix-les-Bains-Le Revard à Annemasse et d'Annecy à Albertville, située dans la ville d'Annecy, préfecture du département de la Haute-Savoie, en région Auvergne-Rhône-Alpes.
C'est une gare voyageurs de la Société nationale des chemins de fer français (SNCF), desservie par des TGV inOui, la ligne L2 du Léman Express et les TER Auvergne-Rhône-Alpes.

## Situation ferroviaire
La gare de bifurcation d'Annecy est située au point kilométrique (PK) 39,594 de la ligne d'Aix-les-Bains-Le Revard à Annemasse, entre les gares ouvertes de Pringy et de Rumilly (entre Annecy et Rumilly, deux anciennes gares sont maintenant fermées : Marcellaz - Hauteville et Lovagny-Gorges-du-Fier). Elle est aussi l'origine de la ligne d'Annecy à Albertville partiellement déclassée.
Elle est édifiée à 449 mètres d'altitude.

## Histoire
Le 5 juillet 1866, mise en service de la ligne entre Aix-les-Bains et Annecy, par le PLM.
Le 10 juillet 1883, mise en service de la ligne d'Annemasse à La Roche-sur-Foron, par le PLM. Le 5 juin 1884, mise en service de la ligne d'Annecy à La Roche-sur-Foron, par le PLM.
Le 25 août 1981, mise en service et le 28 mai inauguration de la nouvelle gare mixte.
Les travaux de création du pôle multimodal d'Annecy ont débuté au mois d'avril 2011 par la fermeture de la gare routière et du restaurant "L'Alizé". Le stationnement des bus est alors dispersé aux alentours de la gare : l'ancienne dépose-minute devient "Gare Routière Sud" pour les cars Veolia Frossard et Savoie Tourisme ; le parking Novotel Atria au nord de la gare devient "Gare Routière Nord" pour les cars TER Rhône-Alpes et Transdev Crolard ; le quai nord du pôle d'échange des bus SIBRA devient le terminus des cars Philibert. La dépose minute est transférée de l'autre côté de la rue de l'Industrie. Le restaurant est remplacé par un service de vente à emporter "Pains à la ligne" depuis juin 2011, situé à côté du service Vélonnecy. La mise en service de la nouvelle gare routière a été effectuée le 27 novembre 2012, et le Pôle d'échanges multimodal ouvert au public le 4 décembre 2012 a été inauguré le 11 décembre. La fin définitive des travaux a eu lieu au printemps 2013 avec l'achèvement du souterrain.

## Service des voyageurs

### Accueil
De 1981 à 2012, le hall de gare (avec la plupart des distributeurs de billets, la boutique de presse et les guichets) était situé en contrebas de la gare, au même niveau que celui des passages souterrains. Il n'était donc pas nécessaire de le traverser pour rejoindre les quais de gare. Depuis 2012, avec la création du pôle d'échanges, le hall de gare est de plain-pied, au même niveau que les quais.
Les quais sont séparés de la rue par de simples barrières avec quatre passages. La gare comporte aujourd'hui 5 voies pour la montée et la descente des passagers. Ne disposant auparavant que de 2 quais et de 4 voies, la gare s'est vue ajouter un quai supplémentaire dans le courant des années 2000 (en 2002 ?). Seul l'un des côtés de ce nouveau quai est utilisé dans les dessertes (l'actuelle voie D). Le quai 1 permet l'accès à la voie A ainsi qu'à la voie S, une voie en butoir située à l'extrémité ouest de la voie A (direction Aix-les-Bains). La gare comporte donc trois quais.

### Desserte
La gare d'Annecy est desservie :
- par la ligne L2 du Léman Express, sur la relation Coppet ↔ Annecy via Genève-Cornavin, Annemasse et La Roche-sur-Foron[5] ;
- par des trains TER Auvergne-Rhône-Alpes, sur les relations :
  - Annecy ↔ Valence-Ville (↔ Avignon-Centre) via Aix-les-Bains-Le Revard, Chambéry - Challes-les-Eaux, Grenoble et Valence TGV,
  - Annecy ↔ Lyon-Part-Dieu via Aix-les-Bains-Le Revard, Ambérieu-en-Bugey,
  - Annecy ↔ Saint-Gervais-les-Bains-Le Fayet via La Roche-sur-Foron, Cluses et Sallanches - Combloux - Megève.

La gare est desservie par des TGV inOui (7 allers-retours par jour), sur la relation Paris-Gare-de-Lyon ↔ Annecy via Mâcon-Loché TGV, Chambéry - Challes-les-Eaux et Aix-les-Bains-Le Revard.
En direction de La Roche-sur-Foron, la plupart des trains desservent la gare de Pringy, située dans l'agglomération d'Annecy, permettant la desserte de l'hôpital et des correspondances avec les autobus Sibra (lignes 9 et 18).

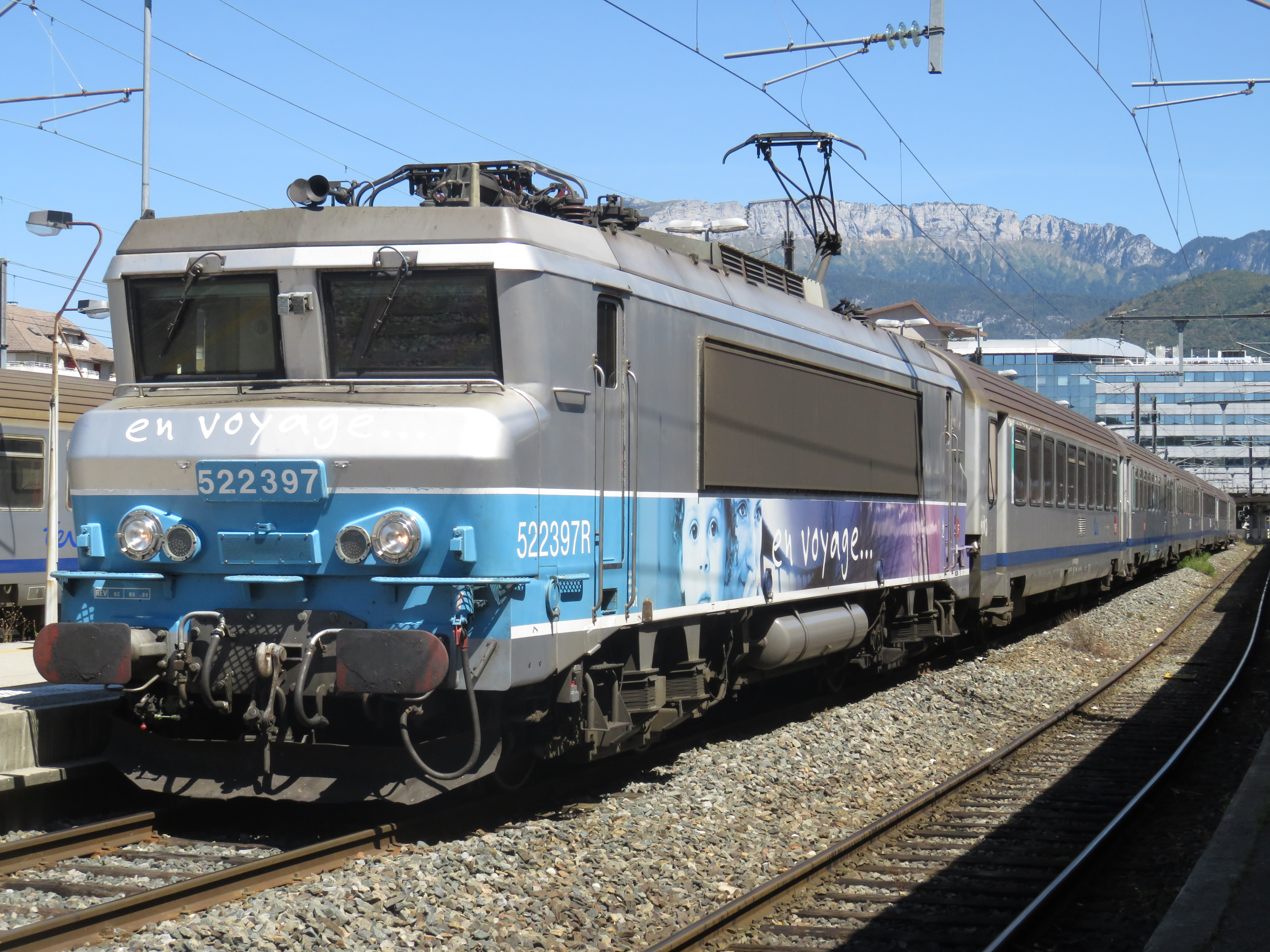
TER Corail en gare.
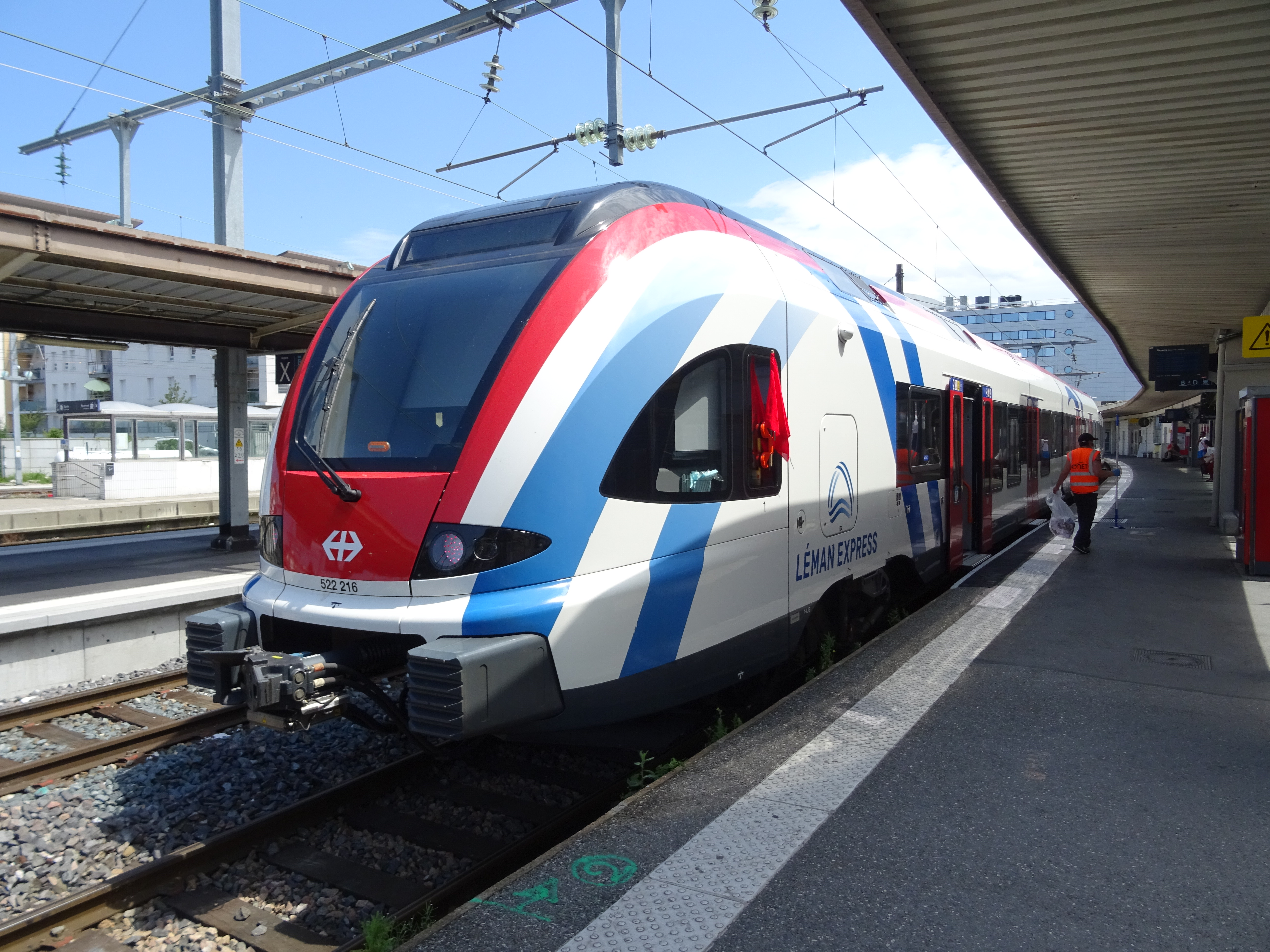
RABe 522 venant d'assurer un service L2 Coppet – Annecy.
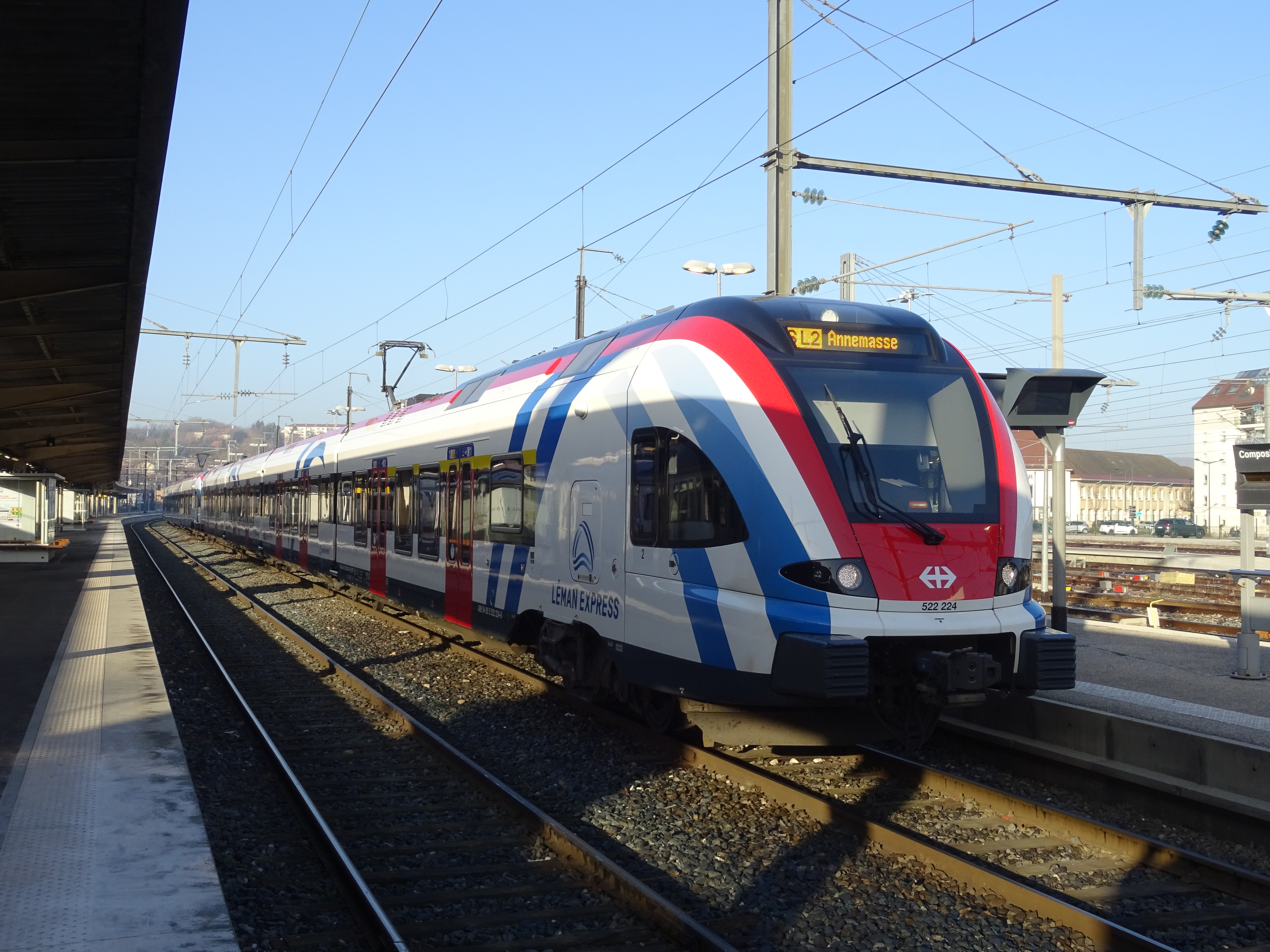
Unité multiple de RABe 522 stationnant sur la voie D et attendant son départ pour assurer un service L2.
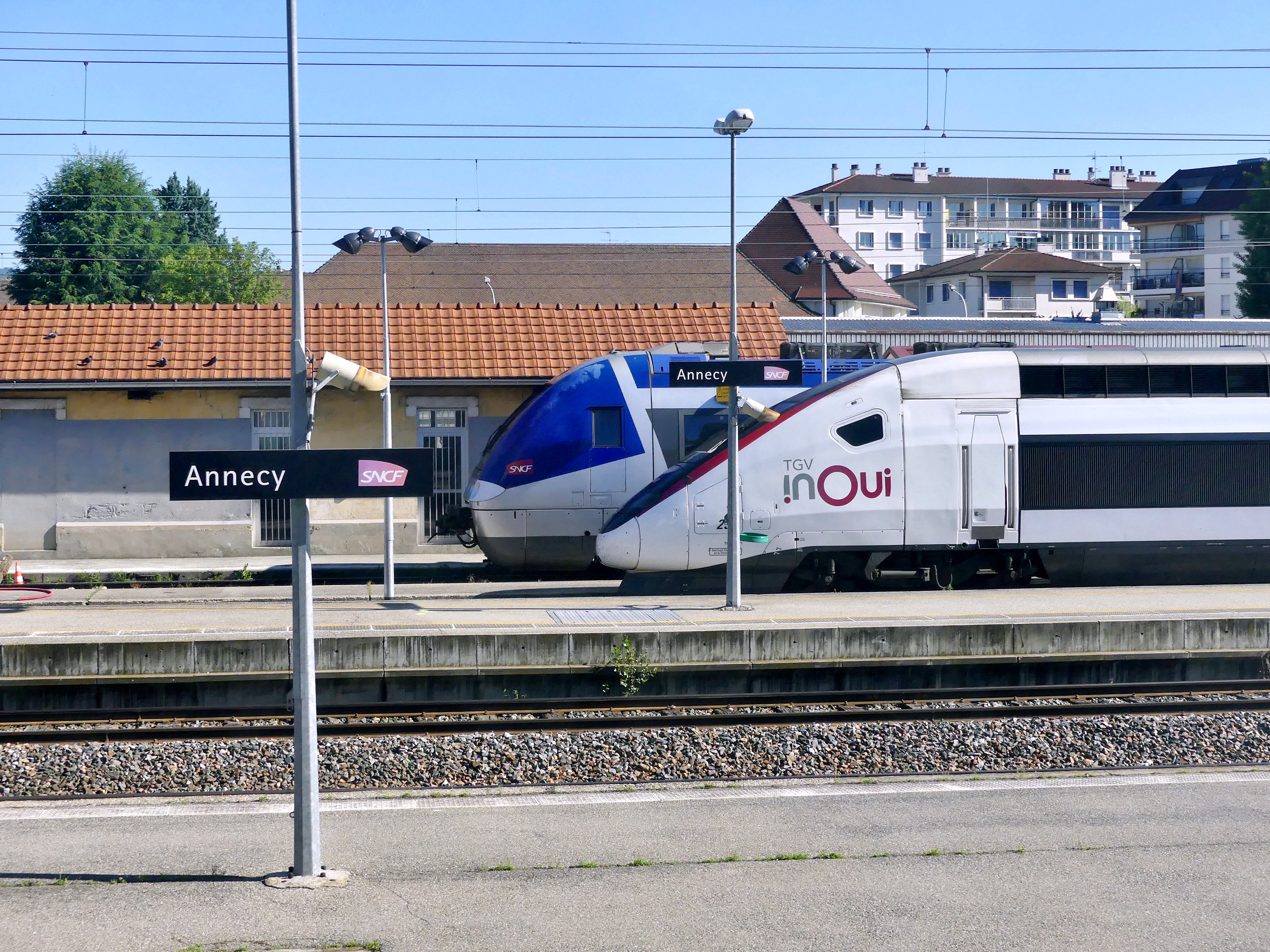
Rames TER et TGV inOui stationnées en gare.

### Intermodalité
La gare d'Annecy est un pôle multimodal avec parking, parcs à vélos, gare routière avec correspondances autocars (dont vers les stations de ski tels la Clusaz et le Grand-Bornand) ainsi que des principales villes du département, avec desserte par plusieurs lignes d'autobus de la Sibra desservant la gare.
La gare permet des correspondances avec la plupart des lignes d'autobus du réseau urbain de la Sibra, leur pôle d'échanges se situant sur la place de la Gare, et avec les autocars des lignes du réseau périurbain de la Sibra et du réseau Cars Région Haute-Savoie.

## Service des marchandises

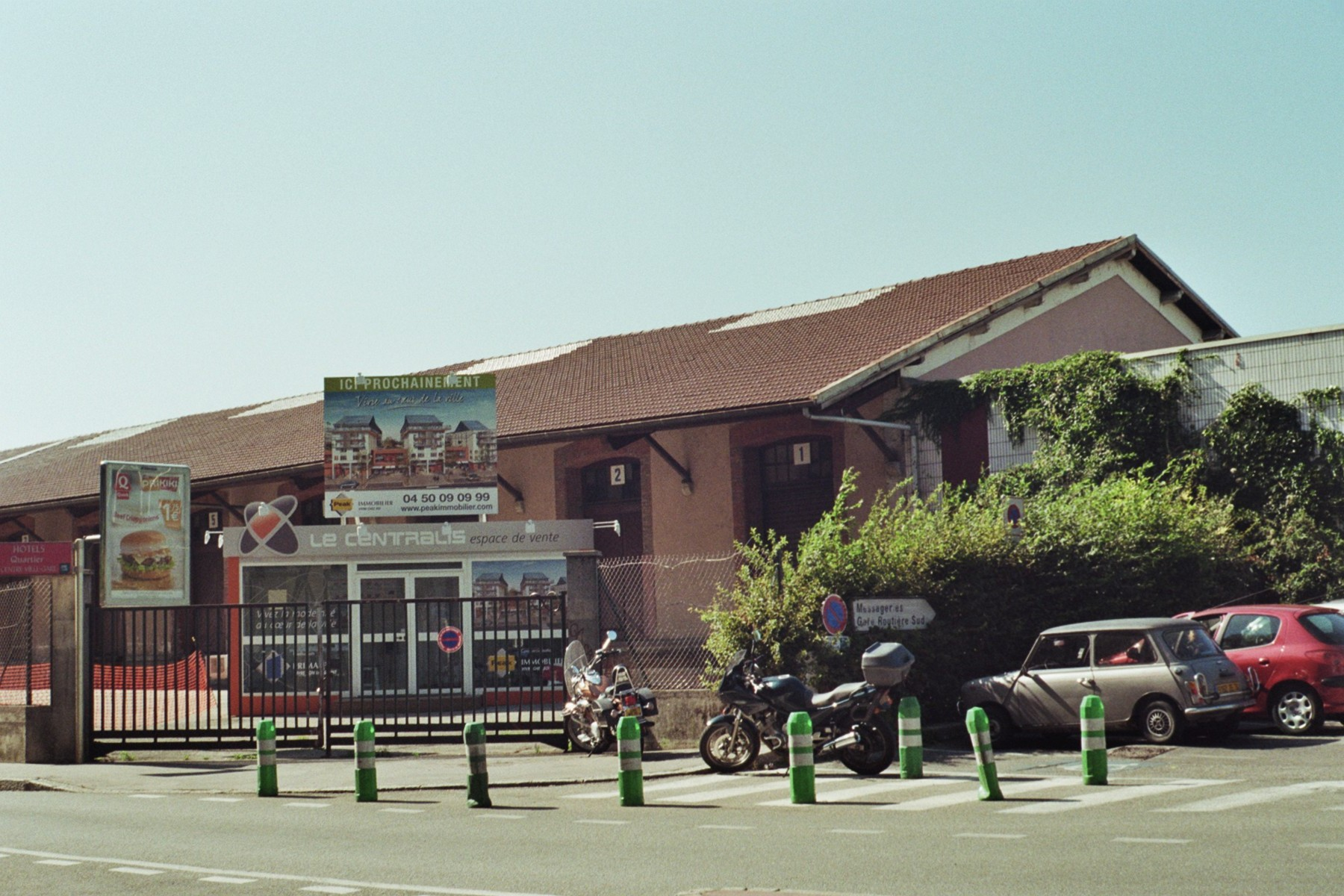
Aile Sernam de la gare (antérieure à la gare actuelle), démolie en 2010.

Cette gare est ouverte au trafic du fret: la gare comporte 3 installations terminales embranchées, une cour de marchandises et des voies de service, la rendant ouverte au service infrastructure de la SNCF.
En 2010, les entrepôts du Sernam ont été démolis afin de laisser place à un immeuble de logements prévu dans le cadre de la restructuration du quartier de la gare.

## Fréquentation
De 2015 à 2023, selon les estimations de la SNCF, la fréquentation annuelle de la gare s'élève aux nombres indiqués dans le tableau ci-dessous.
| Année                      | 2015      | 2016      | 2017      | 2018      | 2019      | 2020      | 2021      | 2022      | 2023      |
| -------------------------- | --------- | --------- | --------- | --------- | --------- | --------- | --------- | --------- | --------- |
| Voyageurs                  | 2 235 873 | 2 216 925 | 2 390 892 | 2 209 179 | 2 334 077 | 1 562 888 | 2 127 405 | 2 817 701 | 3 000 715 |
| Voyageurs et non voyageurs | 2 794 841 | 2 771 156 | 2 988 615 | 2 761 473 | 2 917 596 | 1 953 611 | 2 659 257 | 3 522 126 | 3 750 894 |

## Au cinéma
La gare a servi de cadre pour une scène du film Roberto Succo (2001) de Cédric Kahn.

## Galerie de photographies

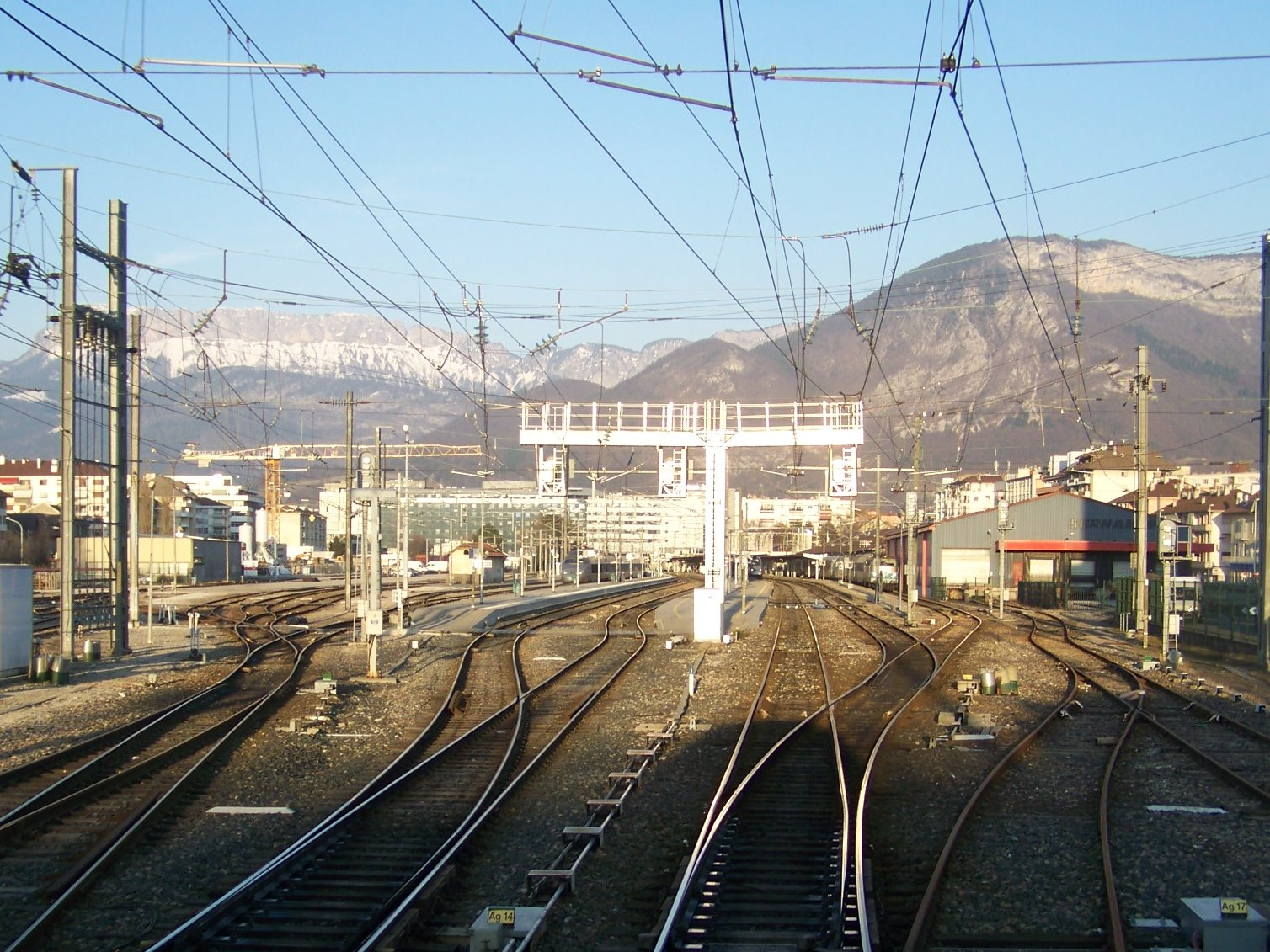
Entrée en gare, en arrivant de Chambéry.
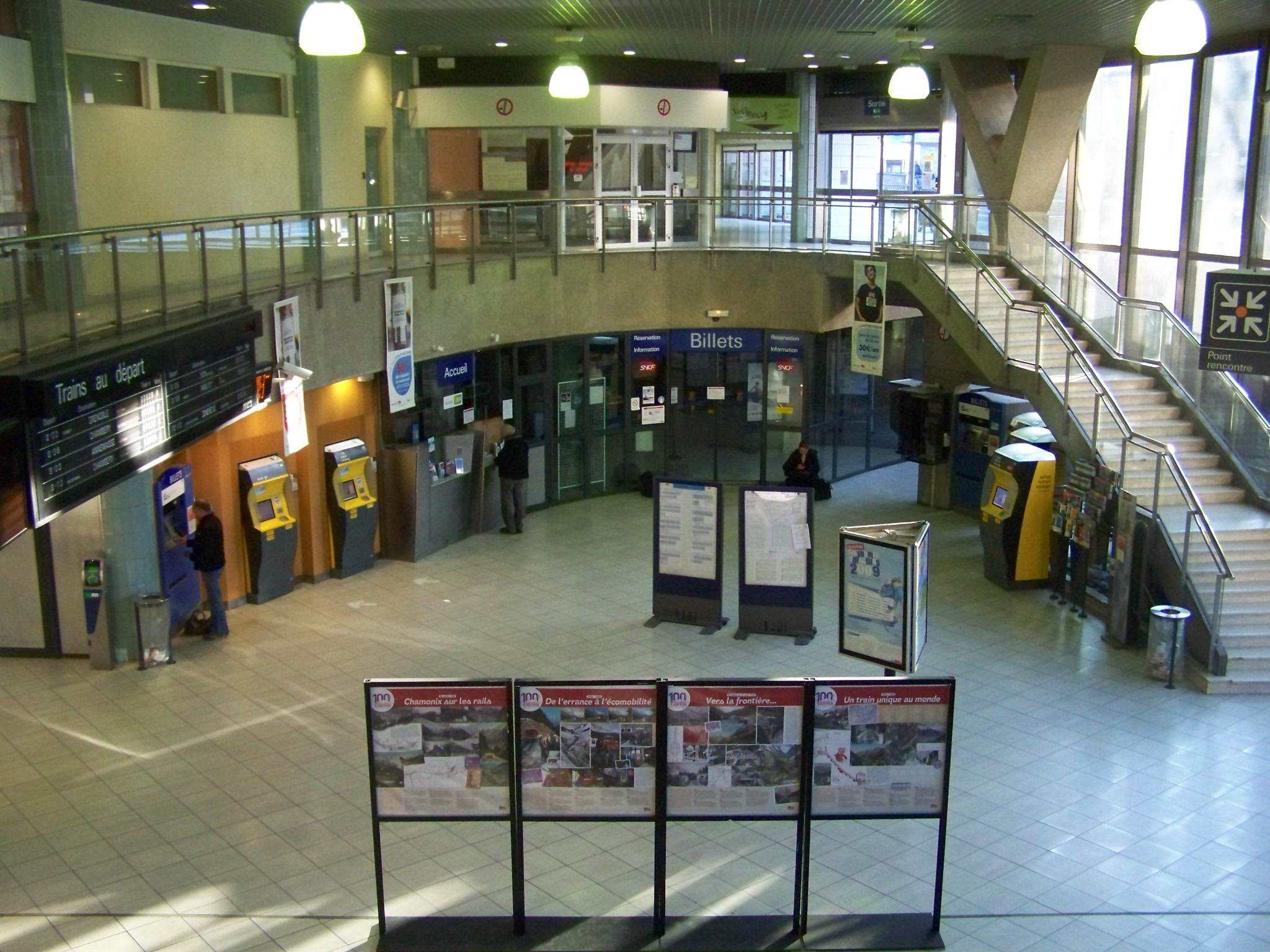
L'ancien hall de gare, de 1981 à 2012, en contrebas des quais et de la rue.
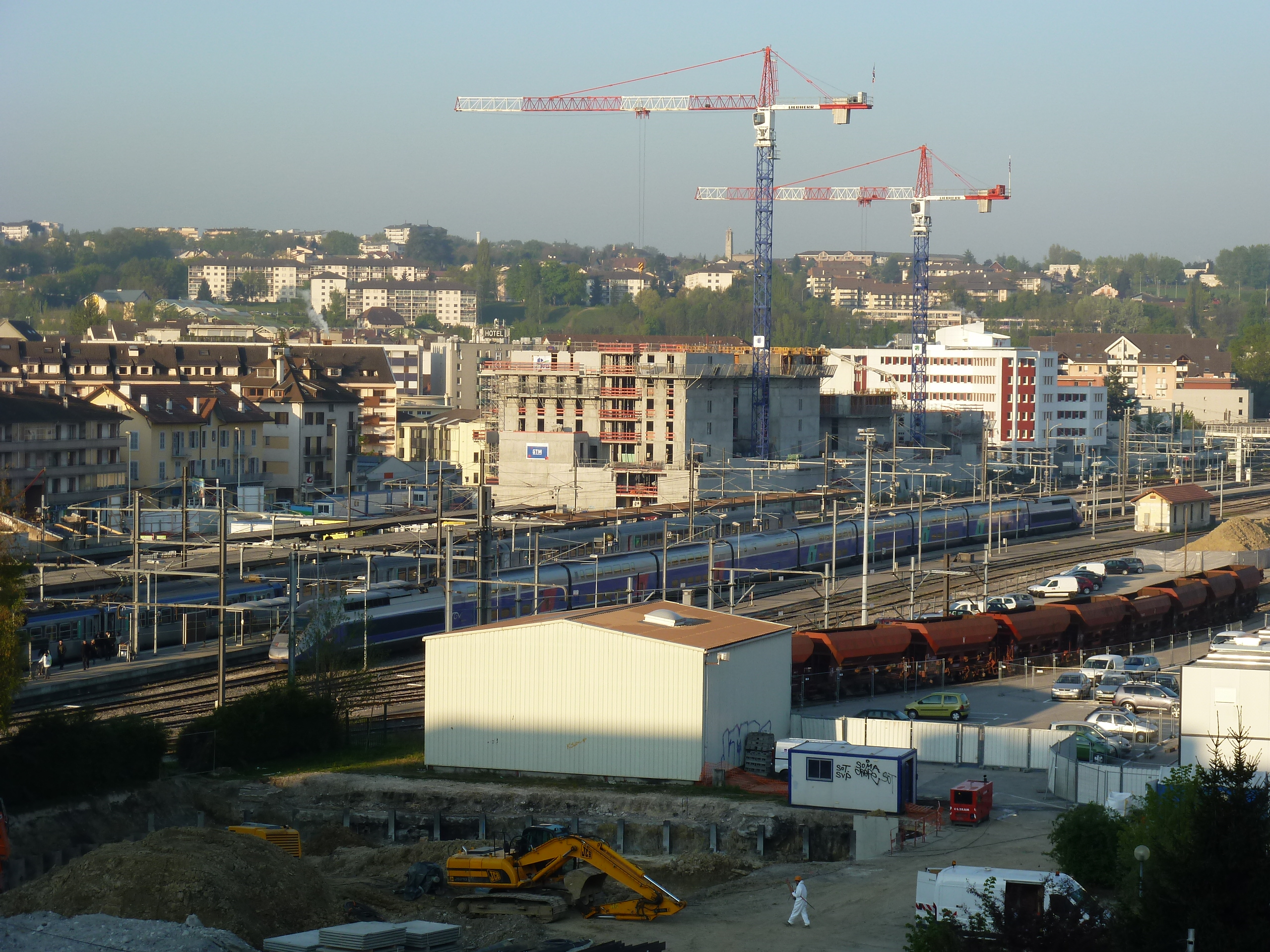
Vue sur les voies et les constructions gagnées sur les anciens entrepôts.